# Haloschizopera aegyptica
Haloschizopera aegyptica är en kräftdjursart som beskrevs av Noodt 1964. Haloschizopera aegyptica ingår i släktet Haloschizopera och familjen Diosaccidae. Inga underarter finns listade i Catalogue of Life.